# 애노드

애노드(Anode)는 캐소드와 반대개념으로, 전류가 흘러 들어가는 쪽 전극을 의미한다. 전류와 전자의 흐름의 방향은 서로 반대이므로, 애노드는 전극 중 전자가 흘러 나오는 쪽의 전극을 의미한다. 일반적으로 음극 (혹은 양극)으로 번역되지만, 어떤 분야, 또 어떤 환경에서 사용되었는가에 따라 음극을 의미하기도 하고 양극을 의미하기도 한다. 일반적으로 전력을 소모하는 부품이나 장비의 경우 애노드는 양극이 되며, 전력을 생산하거나 공급하는 부품 및 장비에서는 애노드가 음극이 된다.

## 같이 보기
- 캐소드
- 진공관
- 음극선관
- 광전 증폭관